# Вулиці Яготина
За даними Яготинської міської ради, станом на жовтень 2015 року в Яготині офіційно наявні 207 вулиць і провулків.

## Вулиці

### Цифрові
- 24 Серпня
- 8 Березня

### А
Антонова Олега(раніше-Боженка)

### Б
- Богдана Хмельницького
- Боженка( з серпня 2020р.-Антонова Олега)
- Большака
- Бондаренка
- Бранця
- Будівельна

### В
- Василя Стуса
- Васнецова
- Ватутіна
- Велика Кільцева
- Вереснева
- Ветеранів
- Виборча
- Винниченка
- Відродження
- Вільногірська
- Вокзальна
- Вокзальна

### Г
- Гагаріна
- Гастелло
- Героїв Танкістів
- Героїв Яготинщини
- Гирича
- Глібова
- Говорова
- Гоголя
- Гордієнка Дмитра
- Грабовського
- Грінченка
- Грушевського

### Д
- Дарвіна
- Дарницька
- Дарницька
- Двірківщанська
- Декабристів
- Дмитрівська
- Добролюбова
- Дорошенка
- Достоєвського
- Драгоманова

### З
- Заводська
- Заслонова
- Згурівська

### Є
- Євгена Патона

### І
- Івана Богуна
- Івана Мазепи (до серпня 2020р.-Островського)
- Ігоря Сікорського

### К
- Карпенка-Карого
- Катерини Білокур
- Каштанова Алея
- Келарашська
- Київська
- Київська
- Кільцева
- Кільцева
- Косовського
- Котляревського
- Коцюбинського
- Кравченка
- Кривоноса
- Кузнецова
- Кутузова

### Л
- Леонтовича
- Лесі Українки
- Лисенка
- Ломоносова
- Ляпіна

### М
- Мічуріна
- Мічуріна

### Н
- Наливайка
- Небесної Сотні
- Незалежності
- Незалежності
- Некрасова
- Непорожнього
- Нечуя-Левицького
- Нова

### О
- О. Олеся
- Озерна
- Олександрівська
- Олімпійська
- Осіння
- Островського (з серпня 2020 р. -Івана Мазепи)

### П
- Павла Бабія - пролягає від вулиці Козацької до Каштанової алеї. Вулицю названо на честь заслуженого лікаря України Павла Бабія у березні 2016 року[1].
- Панаса Мирного[2]
- Паркова
- Пасічна
- Перемоги
- Переяславська
- Переяслівська
- Першого Травня
- Петлюри
- Пилипа Орлика
- Пирогова
- Пирятинська
- Пирятинська
- Полтавська
- Польова
- Посітка
- Поштова
- Поштова
- Привокзальна
- Привокзальна
- Прорізна
- Пушкіна

### Р
- Радищева
- Райдужна
- Рєпіна
- Рєпніних
- Рильського
- Річна

- Робітнича
- Роговця
- Розумівська
- Розумовського
- Рокитнянська

### С
- Садова
- Симоненка
- Сільгосптехніки
- Сінна
- Сірка
- Сковороди
- Соборна
- Старицького
- Степова
- Студентська
- Суворова

### Т
- Тесленка
- Толбухіна
- Толбухіна
- Толстого
- Трудових Резервів
- Трушева
- Тургенєва

### У
- Урожайна

### Ф
- Філатова
- Франка
- Футбольна

### Ц
- Центральна
- Ціолковського

### Ч
- Чайковського
- Червоного Хреста
- Чернишевського
- Черняхівського
- Чехова
- Чкалова
- Чубинського

### Ш
- Шевченка
- Шевченка
- Шкільна площа

### Ю
- Ювілейна

### Я
- Яблунева
- Ясногірська

## Провулки
- Аптечний
- Валерія Лобановського
- Вересневий
- Вишневий
- Вільний
- Вокзальний
- Вороного
- Вузький
- Гайдамацький
- Глібова
- Глінки
- Говорова
- Гоголя
- Довженка
- Заводський
- Залізничний
- Запорізький
- Карпенка-Карого
- Короткий
- Крилова
- Нахімова
- Незалежності
- Некрасова
- Ніни Алєксєєвої
- Озерний
- Олександра Непорожнього
- Олександрівський
- Осінній
- Особливий
- Офіцерський
- Пасічний
- Переяславський
- Північний
- Пчілки
- Сагайдачного
- Симоненка
- Сінний
- Сковороди
- Сонячний
- Степовий
- Стрілецький
- Супійський
- Східний
- Толбухіна
- Толстого
- Філатова
- Футбольний
- Ціолковського
- Черкаський
- Чкалова
- Шевченка
- Шкільний
- Шляховиків
- Шмідта
- Яблуневий

## Зміна назв вулиць
20.08.2020 Яготинська міська рада прийняла рішення змінити назви вулиць з вул.Островського на вулицю І.Мазепи, вулицю Боженка на вулицю Антонова Олега.Це рішення прийняте на основі закону України "Про засудження комуністичного та націонал-соціалістичного тоталітарних режимів в Україні та заборону пропагади їхньої символіки".